# 316 (Lost)
2009. február 18-án került először adásba az amerikai ABC csatornán a sorozat 91. részeként. Damon Lindelof és Carlton Cuse írta, és Stephen Williams rendezte. Az epizód Oceanic 6 centrikus.
|  | Alább a cselekmény részletei következnek! |

## Az előző részek tartalmából
Ben közli Jackkel, mindegyikőjüknek vissza kell térniük a Szigetre. Ezt az elgondolást az Oceanic Six többi tagja nem fogadja kitörő örömmel, ők hallani sem akarnak erről. Linus azt állítja, Jin túlélte a Kahana robbanását, még mindig a Szigeten van. Sun bizonyítékot követel, ezért együtt elmennek Ms. Hawkinghoz.

## Sziget, ismeretlen időpont
Jack magához tér a dzsungel közepén. Egy ideig még a földön fekszik, aztán talpra áll. Kezében egy papírdarabka van, rajta az „I wish” („Bárcsak…”) szöveg látszik. A doki meghallja Hurley segélykiáltásait, így a hang irányába kezd rohanni. A vízesés tetejénél jut ki a fák közül, Hugo viszont lent van a tóban, ezért leugrik hozzá. Reyes egy gitártokba kapaszkodva próbál a víz felszínén maradni, de Shephard segítségének hála kijutnak egy sekélyebb részre. A milliomos körülnéz, és rájön, tényleg sikerült visszatérniük. Jack egy közeli sziklán meglátja Kate-et. Miután megvizsgálta az életjeleit, ébresztgetni kezdi. Austen is elcsodálkozik azon, hogy visszajutottak, és megkérdezi, mi történt.

## Külvilág, 46 órával korábban
Ben, Jack, Sun és Desmond megérkeznek a templomba Ms. Hawkinghoz. Némi szóváltás után lemennek az alagsorba, ahol Benjaminon és természetesen Eloise-on kívül mindenki döbbenten veszi észre, hogy egy újabb Dharma-állomás található. Ms. Hawking benyit, felkapcsolja a villanyt, hogy aztán elmondja a hely rövid történetét. Az állomás neve Lámpaoszlop (The Lamppost), a Dharma Kezdeményezés a segítségével talált rá a Szigetre. Jack rögtön meg is kérdezi Bent, hogy tudott-e a helyről. Ezt Linus tagadja, ám Hawking szerint valószínűleg hazudik. A nő előkeres egy mappát, majd belekezd az állomás ismertetésébe. A Lámpaoszlopot egy különleges elektromágneses energiával töltött üreg fölé építették még évekkel ezelőtt. Ez az energia köti össze a világ többi hasonló üregét. Az építtetőket azonban csak egy hely érdekelte: a Sziget. Voltak bizonyítékaik a létezéséről, de nem találták meg. Éppen ezért az egyik kutató megépítette a már látott hatalmas ingát, amivel reményei szerint megjósolhatták, hol fog megjelenni a folyamatosan mozgásban lévő Sziget. Emellett kidolgoztak egy egyenletrendszert, ami majdnem teljes bizonyossággal megállapítja, hogy egy konkrét időpontban hol fog megjelenni a Sziget. Ezt követően Eloise elmondja, hogy vannak olyan ablakok, amik egy visszautat nyitnak meg a Szigetre, de sajnos ezek nem maradnak sokáig nyitva. Egy ilyen ablak 36 óra múlva bezárul, ezért azzal kell visszatérnie azoknak, akik elhagyták a Szigetet. Desmond teljesen kitér a hitéből, hogy barátai szabad akaratukból visszamennének arra a helyre, amit évekkel ezelőtt minden erejükkel megpróbáltak elhagyni. A férfi ezután átadja Faraday üzenetét az anyjának. Közli, Daniel megkérte őt arra, hogy kérjen a nevében segítséget a Szigeten maradottaknak. Eloise hűvös nyugalommal világosítja fel Hume-ot, hogy ő most is ezt teszi. Des már távozna, mikor Hawking utána szól, hogy a Sziget még nem végzett vele, neki is vissza kell mennie. Desmond ráüvölt a nőre, hogy miatta töltött 4 évet azon a helyen, mert azt hitte, az a végzete. Aztán felhívja Jack figyelmét arra, hogy játékszerként használják őket, ezért jobb, ha nem követik az utasításaikat. Végül visszafordul Hawkinghoz, és közli, ő végzett a Szigettel. Miután végzett a mondanivalójával, a férfi távozik. Ezt követően Eloise tudatja a dokival, hogy a mappában szereplő Ajira 316-os járat át fog repülni azon az ablakon, ami visszaviszi őket a Szigetre. Mindenkinek azon a gépen kell lennie, hiszen meg kell teremteni azokat a körülményeket, amik az első zuhanásnál is fennálltak. Ha pedig ez nem sikerül, kiszámíthatatlan következményekkel kell szembenézniük. Shephard nem hiszi el, hogy ennyi lenne az egész, ám ekkor Hawking kijelenti, hogy neki még meg kell tennie valamit.
Jack és Eloise felmennek a nő irodájába. Utóbbi kutakodni kezd, végül meg is találja, amit keresett: John Locke búcsúlevelét, amit a dokinak írt, mielőtt felakasztotta magát. Shephard nem érti, miért követett el öngyilkosságot John. Hawking szerint rengeteg oka lehetett, de csak egy számít igazán, mégpedig az, hogy így segít nekik visszajutni a Szigetre. Egyfajta helyettes, megbízott lesz. Jack értetlenkedik, mire a nő emlékezteti, hogy a körülményeknek hasonlítania kell az előző repüléséhez. Tehát kell egy halott, akinél kell lennie valaminek, ami Christian Shephardhöz tartozott. A doki felháborodik, nevetségesnek tartja az egészet, de Eloise felszólítja, inkább azon gondolkodjon, hogy hisz-e a sikerben. Ezért feltétel nélküli hit a neve ennek.
Jack leül az imádkozó Ben mellé, és megkérdezi, hova lett Sun. Mint kiderült, a nő elment. Ezután Locke koporsójára terelődik a szó, s Linus megígéri, hogy a reptér felé útba ejti barátját, aki elrejtette a testet. Benjamin afelől érdeklődik, mit mondott Hawking, de Shephard ezt nem osztja meg vele. Inkább arra kíváncsi, hogy ki ő, honnan tud az egész ügyről, és miért segít nekik. Erre Ben elmesél egy történetet Tamás apostolról: 
Mikor Jézus vissza akart térni Júdeába, miközben tudta, hogy ott valószínűleg meg fogják ölni, Tamás ezt mondta a többieknek: „Menjünk el mi is, hogy meghaljunk vele!” De Tamásra nem emiatt emlékezünk. Azért vált ismertté, mert nem hitte el, hogy Jézus feltámadt. Nem volt hajlandó elfogadni a feltámadást. A történet szerint csak az győzte volna meg, ha megérintheti Jézus sebeit.
Jack kérdésére válaszolva Benjamin elmondja, Tamás végül hitt Jézusnak, mivel előbb vagy utóbb mindenki elkezd hinni. Linus a történet végeztével távozik a templomból. Shephard megkérdezi, hova megy, mire a férfi azt feleli, hogy régen tett egy barátjának egy ígéretet, most ezt fogja megvalósítani, de a reptéren találkozni fognak.
Jack egy bárban üldögél, mikor megcsörren a telefonja. Meglepődik a hallottakon, és azonnal elindul, hogy tisztázza a helyzetet. A nyugdíjas otthon vezetője elmondja neki, hogy az emberük már négyszer megszökött, és ha ez még egyszer megtörténik, egy szigorúbb intézménybe helyezik át. A doki egy kis sétára hívja Ray-t, a szökevényt. Ray elmondja, szeretne valami jobb helyre menni, az nem is érdekli, hova. Az öreg szobájában aztán kiderül, hogy a férfi Jack nagyapja. A fiatalabb Shephard elkezd kipakolni az idősebb bőröndjéből, ekkor akad rá apja egyik cipőjére. Rögtön eszébe jut Hawking utasítása, s megkérdezi Ray-t, hogy elviheti-e a lábbeliket.
Jack hazatérve némi alkohol után kutat. Talál is egy üveggel, kitölt magának egy pohárra valót. Ekkor zajokat hall a hálószoba felől. Elindul a szobába, s az ágyon fekve találja Kate-et. A nő rákérdez, hogy Shephard még mindig vissza akar-e menni a Szigetre, mert ha igen, akkor ő is vele tart. A doki szeretné tudni, mi történt, és egyáltalán hol van Aaron, de Austen megkéri, hogy ne kérdezősködjön. Ezt követően csókolózni kezdenek.
Reggel Jack és Kate együtt reggeliznek. Utóbbi Christian cipőjét látva felhozza, hogy a Szigetre inkább túrabakancsot ajánl, erre a dokiból előtörnek a bántó emlékek. Olyannyira nem becsülte az apját, hogy a holttestére még egy rendes cipőt sem adott, csak egy fehér teniszcipőt húzott rá. A nő felhozza, hogy ha szomorúságot okoz a cipő, inkább dobja ki. A férfi nem tud válaszolni, mert csörögni kezd a telefonja. Austen feláll, elbúcsúzik azzal, hogy a reptéren találkoznak, majd távozik. Jack felveszi a telefont. Ben hívja őt egy kikötőből, hogy megkérje, menjen el Simon hentesboltjába, ahol Locke-ot elrejtették. Közben láthatjuk, hogy Linus arca véres, fel van tagadva, a haja pedig tiszta víz. Shephard teljesíti is a kérést, elmegy az üzletbe. Jill már várta őt, hátra is vitte a hűtőkamrába, ahol a koporsót is elhelyezték. A nő hátramegy a furgonért, Jack pedig felnyitja a koporsót, és felteszi John lábára Christian cipőjét. Aztán a búcsúlevelet is beteszi a halott zakójába, mondván, már semmi újat nem tud mondani, mivel elérte, amit akart: visszamegy a Szigetre.
Jack a reptéren a holttest szállítását intézi, de figyelmét leköti társainak keresése. Hamarosan meg is látja Kate-et. Shephard aláírja a koporsó átvizsgálását engedélyező iratot, aztán elsétál. Egy férfi, aki szintén az Ajira gépére vár, megállítja, hogy részvétét fejezze ki. A dokihoz a biztonsági ellenőrzésnél csatlakozik Sun is. Pár másodperc múlva meglátják, ahogy a terem túloldalán egy rendőrbíró a megbilincselt Sayidot átvezeti a biztonságiakon. Kicsit távolabb Hurley meghallja, ahogy az Ajira egyik alkalmazottja bemondja, hogy még rengeteg üres helyük van a 316-os járatra. Rögtön felpattan, és közli a nővel, megvette az összes jegyet, nem érdekli a többi utas, ők majd a következő géppel mennek. Közben megjelenik Jack, aki meglepődve konstatálja, hogy Hugo is tud a tervről, de azt Reyes nem árulja el, kitől származnak az információk. A két barát felszáll a gépre. Sayid nem hisz a szemének, amikor meglátja ismerőseit, de nem szólal meg. Sun és Kate már a helyükön ülnek. Már épp zárnák az ajtót, mikor befut Ben. Bal karja rögzítve egy törés miatt, fején még mindig szembetűnően látszanak a sérülések. Mikor Hurley észreveszi őt, felpattan, és hevesen tiltakozni kezd, de Shephard hamar lenyugtatja. Az egyik légiutas-kísérő átadja Jacknek a levelet, amit a koporsóban találtak a kutatás során, majd megkéri őket, foglaljanak helyet, hogy megkezdhessék a felszállást. A doki megkérdezi Bent, mi lesz a többi utassal, akik a gépen vannak. Erre ezt a választ kapja: Kit érdekel? Az Ajira Airways 316-os járata kis idő elteltével a levegőbe emelkedik.
Jack odaül Kate mellé, és felhozza, milyen érdekes, hogy ennyi idő után újra együtt a társaság, talán ez jelent valamit. Beszélgetésüket a pilóta üdvözlése szakítja meg. Az Oceanic Six tagjai felkapják fejüket, amikor meghallják a gépet vezető személy nevét: Frank J. Lapidus. A doki előremegy a stewardesshez, és megkéri, szóljon a pilótának, hogy egy régi barátja, Jack Shephard is a fedélzeten van. A nő ezt meg is teszi, Frank pedig hamarosan kilép a pilótafülkéből. Szembetűnő változás rajta, hogy megvált hosszú szakállától. Elmondja, hogy már 8 hónapja dolgozik a légitársaságnál, azóta visz járatokat Guamba. Lapidus tekintete elsiklik Jack válla fölött, észreveszi Sayidot, Hurley-t, Kate-et és Sunt. Rögtön kapcsol, és fel is teszi a kérdést: Nem Guamba megyünk, ugye?
Ben teljesen nyugodtan olvasgatja az Ulysses című könyvet, Shephard ezt furcsállja is. Linus szerint ennek oka egyszerű: feldobja, hogy Jack vár valamire, aminek végkimenetelét csak ő tudja, mivel Ms. Hawking csak neki mondta el. A doki megkérdezi Benjamint, tudta-e, hogy Locke öngyilkos lett. A kérdésre nemleges választ kap. Előveszi a búcsúlevelet zsebéből, és kifakad, hogy a levél mintha követné őt, nem tud megszabadulni tőle. Ben szerint a férfi fél felnyitni a levelet, mivel attól tart, hogy a leírtakban John őt hibáztatja haláláért, holott ez nem így van. Linus úgy dönt, magára hagyja a sebészt, hadd olvassa el a boríték tartalmát. Shephard végül feltépi a borítékot, és kiveszi a papírt, amin ez áll: Jack, I wish you had believed me. J.L. (Jack! Bárcsak hittél volna nekem. J.L.). A következő pillanatban megrázkódik a gép. A Szigetre visszaigyekvők tudják, ez mit jelent. Aztán következik egy újabb rázkódás. Majd még egy. Hurley figyelmezteti azt a férfit, aki részvétét nyilvánította Jacknek, hogy kösse be magát, ahogy azt a felvillanó fény is jelzi. A gép egyre erősebben zötykölődik, a csomagok lehullnak a fej feletti tárolókból. Hirtelen meghalljuk az időutazás jellegzetes hangját, valamint a hozzá tartozó fehér fény is megjelenik.

## Sziget, ismeretlen időpont
Újra átélhetjük az epizód első perceit. Jack felébred, kimenti Hurley-t a vízből, majd magához téríti Kate-et. Közösen azon gondolkodnak, hogy hol lehet a repülőgép. Zuhanásra nem emlékeznek, csak a fényre, aztán már a Szigeten találták magukat. Austen Sun, Sayid és Ben után kérdez, mivel őket nem látják a közelükben. Shephard úgy véli, szét kellene szóródniuk, és úgy kell felkutatniuk a társaikat. Gondolatmenetét azonban megzavarja egy brummogó hang, amihez zene is társul. Pár pillanat múlva a tó partján megjelenik egy Dharma busz, amiből egy Dharma alkalmazott száll ki, és fegyvert szegez a három túlélőre, akik elképednek. Nem is csoda, hiszen Jin talált rájuk.
|  | Itt a vége a cselekmény részletezésének! |